# Murdoch University

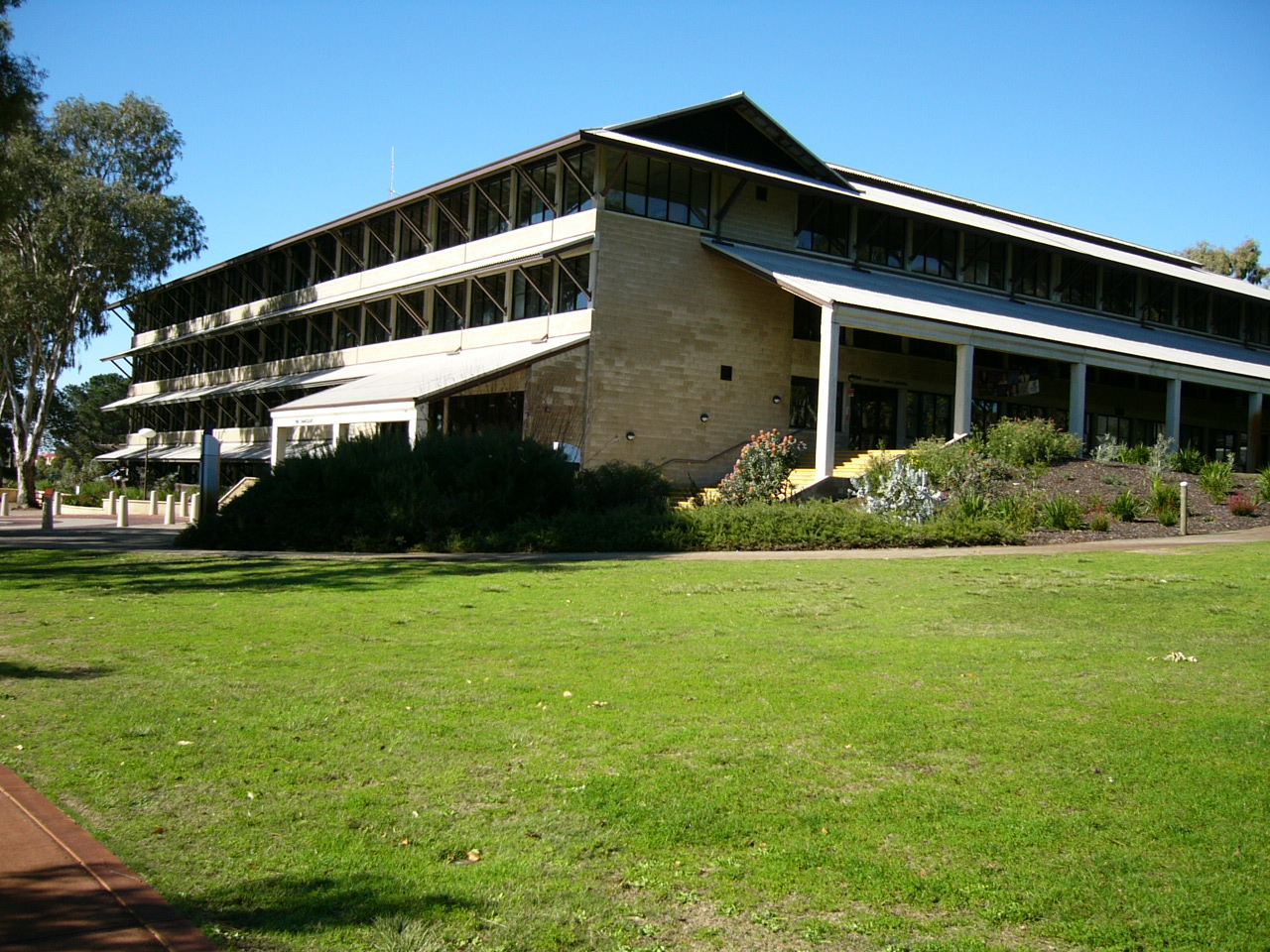
Murdoch University

Murdoch University är ett universitet med huvudcampus i förorten Murdoch, 15 kilometer söder om Perth i den Australiska delstaten Western Australia. Universitetet har drygt 13 000 studerande.

## Historia
Universitetet grundades 1973 med första intag två år senare. Murdoch är uppkallat efter Sir Walter Murdoch, professor i engelska och rektor vid University of Western Australia 1943–1948. Under 2005 fanns planer på en sammanslagning med Curtin University of Technology, men dessa planer lades ner redan samma år.

## Fakulteter
Universitetet består av följande fakulteter:
- Division of Arts
  - School of Education
  - School of Information Technology
  - Institute for Sustainability and Technology Policy
  - Kulbardi Aboriginal Centre
  - School of Law
  - School of Media Communication & Culture
  - Murdoch Business School
  - School of Social Sciences and Humanities
- Division of Health Sciences
  - School of Chiropractic
  - School of Nursing
  - School of Pharmacy
  - School of Psychology
  - School of Veterinary and Biomedical Sciences
- Division of Science and Engineering
  - School of Biological Sciences and Biotechnology
  - School of Chemical and Mathematical Sciences
  - School of Electrical, Energy and Process Engineering
  - School of Environmental Science